# Кобаяси, Дзин
Дзин Кобаяси (яп. 小林尽 Кобаяси Дзин) — мангака, родился 25 мая 1977 года в Тиба. Известность получил благодаря созданию популярной комедийной манги School Rumble, которая начала выходить в мае 2002 года в известном журнале издательства Kodansha — Weekly Shonen Magazine. В 2004—2006 годах манга была адаптирована в два сезона аниме-сериала и две серии OVA. Также был создан сиквел School Rumble Z, состоящий из 10 глав и повествующий о дальнейших судьбах героев.
Кобаяси начал серьёзно работать над мангой ещё в университетские годы и, благодаря победе на Конкурсе молодых художников, устроенным журналом Weekly Shonen Magazine в 2000 году, смог начать работу над публикацией манги School Rumble — своей первой работы.
Активное участие Дзин Кобаяси принимал и в работе по аниме-экранизации. Он даже озвучил в первом сезоне сериала эпизодическую роль рыбака с буквой F на шляпе и был «голосом за кадром» в первобытной части OVA School Rumble Ichigakki Hoshu.
В августе 2006 года в журнале Monthly Gangan WING вышла первая глава его второй манги — Natsu no Arashi! (夏のあらし!, «Летняя буря»). Также у него есть ваншот-адаптация манги Кэйсю Андо Kaettekita Hentai Kamen, нарисованная им вместе с автором оригинала.